# Charles Hoff
Charles Teilman Hoff  (født 9. maj 1902 i Fredrikstad-20. februar 1985 i Oslo) var en norsk atlet, der konkurrerede i stangspring, længdespring, trespring og sprint. 
Hoff satte verdensrekord i stangspring 22. juli 1922 på Østerbro Stadion i København med 4,12. Han forbedrede sin rekord fire gange, og i 1925 han sprang 4,25 ved en konkurrence i Turku. Hoff var i 1923 norsk rekord indehaver på 400 meter med 49,2, 800 meter med 1,55,9 og i længdespring af 7,32. Efter en turné i USA i 1923, blev han 1926 erklæret professionel fordi han brød mod amatørreglerne. 27. september 1931 sprang han 4,32 i Hønefoss i Norge, men resultatet blev ikke ratificeret af IAAF. Amerikanen Lee Barnes´s verdensrekord var da 4,30 og i 1932 forbedrede hans landsmand William Graber rekorden til 4,37.
Efter at han vendte tilbage til Norge, arbejdede han som et journalist på bladet Idrætsliv og som redaktør af Sportsmanden frem til 1935. Han blev generaldirektør i det norsk-nazistiske Sportsministerium i efteråret 1940 og blev efter krigen i 1947 idømt ni års strafarbejde for forræderi.

## Verdensrekorder
- 4,12 m Østerbro Stadion i København 22. september 1922
- 4,21 m Østerbro Stadion i København 22. juli  1923
- 4,23 m Oslo, Norge 13. august 1925
- 4,25 m Turku, Finland 27. september 1925